# Ancient Apocalypse
Ancient Apocalypse е документална поредица от 2022 г. за конспиративните, псевдоархеологически теории на британския писател Греъм Хенкок, обясняващ историята чрез безследно изчезнали древни цивилизации.

## Синопсис
В поредицата Хенкок твърди, че напреднала цивилизация от ледниковия период е била унищожена при катаклизъм, но оцелелите от нея са предали земеделието, монументалната архитектура и астрономията на Ловци събирачи навсякъде по света. Той се опитва да покаже как няколко древни паметника са доказателство за това и твърди, че археолозите игнорират или прикриват тези предполагаеми следи. В обясненията си Хенкок използва идеи от „Групата за изследване на кометите“, включително научно отхвърляната хипотеза за изменението на климата, предизвикано от масивна метеорна бомбардировка в края на Плейстоцена, през Късния дриас.
| Епизоди      | Епизоди                           | Епизоди | Епизоди |
| Епизод номер | Заглавие                          | Обекти |         |
| ------------ | --------------------------------- | --- | ------- |
| 1            | Имало едно време потоп            | Gunung Padang, Сундаланд, Нан Мадол                                                                              |         |
| 2            | Оцелял по време на хаос           | Чолула, Великата пирамида в Чолула, Тешкоцинго, Шочикалко                                                        |         |
| 3            | Изгревът на Сириус                | Мегалитни храмове в Малта, Malta Cart Ruts, Għar Dalam, Сириус                                                   |         |
| 4            | Призраци от потънал свят          | Bimini Road, Карта на Пири Реис от 1513, Shark Island (Bimini)                                                   |         |
| 5            | Завещанието на мъдреците          | Гьобекли тепе, Karahan Tepe                                                                                      |         |
| 6            | Изгубената цивилизация на Америка | Poverty Point, Serpent Mound, Mound Builders, Кловис (култура)                                                   |         |
| 7            | Фаталната зима                    | Деринкую, Подземен град Каймаклъ, Nevşehir                                                                       |         |
| 8            | Катаклизъм и прераждане           | Channeled Scablands, Missoula Floods, Murray Springs Clovis Site, Younger Dryas, Younger Dryas impact hypothesis |         |